# У пошуках Дорі
«У пошуках Дорі» (англ. Finding Dory) — американський анімаційний пригодницько-комедійний фільм, знятий Ендрю Стентоном. Стрічка є продовженням анімаційного фільму «У пошуках Немо» (2003). Прем'єра стрічки в Україні відбулася 16 червня 2016 року. Фільм розповідає про рибку Дорі, яка намагається з'ясувати таємниці свого минулого та своєї сім'ї.

## Дубляж українською
Фільм дубльовано студією «Le Doyen» на замовлення «Disney Character Voices International» у 2016 році.
- Мікс-студія — Shepperton International
- Режисер дубляжу — Анна Пащенко
- Переклад тексту та пісень — Роман Кисельов
- Музичний керівник — Тетяна Піроженко
- Творчий консультант — Maciej Eyman

| Персонаж        | Оригінальне озвучення | Український дубляж  | Опис                                                             |
| --------------- | --------------------- | ------------------- | ---------------------------------------------------------------- |
| Дорі            | Еллен Дедженерес      | Тетяна Зіновенко    | Синя риба-хірург, яка страждає від слабкої короткочасної пам'яті |
| Марлін          | Альберт Брукс         | Максим Кондратюк    | Анемонова риба, батько Немо і друг Дорі                          |
| Немо            | Гайден Роуленс        | Єгор Скороходько    | Молодий і оптимістичний син Марліна                              |
| Дженні          | Даян Кітон            | Лариса Руснак       | Мати Дорі                                                        |
| Чарлі           | Юджин Леві            | Олег Лепенець       | Батько Дорі                                                      |
| Генк            | Ед О'Нілл             | Кирило Нікітенко    | Невдоволений рубіновий восьминіг, який втратив одне щупальце     |
| Бейлі           | Тай Бурелл            | Олександр Погребняк | Білуха, який тимчасово втратив ехолокацію через травму голови    |
| Надія           | Кейтлін Олсон         | Вікторія Москаленко | Короткозора китова акула і подруга дитинства Дорі                |
| Флюк            | Ідріс Ельба           |                     | Морський лев                                                     |
| Раддер          | Домінік Вест          |                     | Морський лев, друг Флюка                                         |
| Пан Рей         | Боб Пітерсон          | Микола Боклан       | Плямистий скат і шкільний вчитель Немо                           |
| Краш            | Ендрю Стентон         | Ігор Гнезділов      | Зелена черепаха яка живе в Східно-Австралійській течії           |
| Джеральд        | Торбін Зан Буллок     |                     | Морський лев, якого Флюк і Раддер постійно проганяють з брили    |
| Бекі            | Торбін Зан Буллок     |                     | Полярна гагара                                                   |
| Чарлі туди-сюди | Ангус Маклейн         |                     | Риба-місяць                                                      |
| Стен            | Білл Гейдер           | В'ячеслав Дудко     | Морський окунь                                                   |
| Джилл           | Віллем Дефо           |                     |                                                                  |
| Бульк           | Стівен Рут            |                     | Жовтий зебросом                                                  |

Голос оголошень інституту морських досліджень в оригінальному озвучені в ролі самої себе озвучила Сігурні Вівер, в українському озвученні — Алла Мазур.
- А також: Ольга Гарбузюк, Євген Сінчуков, Володимир Ніколаєнко, Катерина Качан, Михайло Федорченко, Олена Колеснікова, Єлизавета Зіновенко, Дмитро Зленко, Анатолій Яцечко, Микола Карцев, Констянтин Лінартович, Наталя Надірадзе, Дмитро Рассказов-Тварковський, Володимир Канівець, Наталя Романько-Кисельова, Юрій Коваленко, Галина Дубок, Марія Ніколенко, Володимир Машук, Дмитро Павленко.

## Виробництво
У липні 2012 року було оголошено, що режисер Ендрю Стентон, який працював над оригінальним фільмом, почав працювати над продовженням «У пошуках Немо».

## Нагороди й номінації
| Список нагород і номінацій    | Список нагород і номінацій | Список нагород і номінацій     | Список нагород і номінацій                                      | Список нагород і номінацій | Список нагород і номінацій |
| Кінопремія                    | Дата церемонії             | Категорія                      | Номінант(и)                                                     | Результат                  | Дж                         |
| ----------------------------- | -------------------------- | ------------------------------ | --------------------------------------------------------------- | -------------------------- | -------------------------- |
| Cinema Audio Society Awards   | 18 лютого 2017             | Найкращий звук у мультфільмі   | Док Кейн, Натан Ненс, Майкл Семанік, Томас Вікарі, Скотт Кертіс | В очікуванні               | [ 6 ]                      |
| Премія Гільдії продюсерів США | 28 січня 2017              | Найкращий продюсер мультфільму | Ліндсі Коллінз                                                  | В очікуванні               | [ 7 ]                      |
| Премія БАФТА                  | 12 лютого 2017             | Найкращий анімаційний фільм    | «У пошуках Дорі»                                                | В очікуванні               | [ 8 ]                      |